# Far Corporation
Far Corporation — интернациональная рок-группа, образованная известным западногерманским музыкальным продюсером Фрэнком Фарианом в 1985 году. Название группы — сокращение от первоначального "Frank Farian Corporation". В состав проекта вошли известные исполнители и сессионные музыканты из Европы и США, включая некоторых участников группы Toto. Партию саксофона исполнил Мел Коллинз.

## История группы
Первый и самый крупный успех группе принёс их сингл с оригинальной кавер-версией знаменитой композиции "Stairway to Heaven" группы Led Zeppelin, выпущенный в 1985 г. Сингл достиг #8 в UK Singles Chart, #89 в Billboard Hot 100, а также попал в топ-чарты ряда других стран. В том же году на лейблах IMP (в Европе), ATCO Records (в США) и некоторых других был выпущен первый долгоиграющий альбом FAR Corporation под названием Division One. Альбом содержит 9 композиций и начинается с уже упоминавшейся кавер-версии "Stairway to Heaven" Led Zeppelin. Длительность композиции на некоторых CD-изданиях превышала ту, которая опубликована на виниловом LP, что было обусловлено активным продвижением музыкальной индустрией оптических цифровых носителей, считавшихся в то время революционным форматом. На второй стороне присутствует оригинальная кавер-версия песни "Fire and Water" с одноимённого альбома группы Free. Согласно информации, помещённой на обложке альбома, в его записи приняло участие 29 человек (не считая приглашённых бэк-вокалистов). В интервью германским СМИ, по случаю своего 60-летнего юбилея, Фариан отметил, что запись лишь одного заглавного трека "Stairway to Heaven" обошлась ему более чем в 200 000 тогдашних западногерманских марок, так как для записи пришлось задействовать студии в ФРГ и США, госпел-хор The Jackson Singers, высококлассных музыкантов и звукоинженеров. Работу по достоинству оценили авторы песни, участники Led Zeppelin. В интервью вещательной корпорации BBC Роберт Плант и Джимми Пейдж выразили своё восхищение интерпретацией FAR Corporation. "Это лучший рок, который мы когда-либо слышали", - отметили музыканты. Авторы песни констатировали, что в своё время не решились издать её как отдельный сингл, сочтя потенциал композиции недостаточным. Однако команда Фариана смогла сделать из неё большой международный хит, выпустив как на сингле, так и в составе альбома. CD/LP "Division One" на протяжении следующих 30 лет регулярно переиздавался в различных странах, включая специальный релиз для Японии в 2010-х. Для поддержки альбома, в 1985-м году, группа выступила в популярном шоу "PockPop" западногерманского телеканала ZDF, исполнив несколько треков, в том числе почти 10-минутную версию  "Stairway to Heaven". Впоследствии программа была издана как видеоальбом FAR Corporation на кассетах VHS. 
В 1987 году был записан материал для второго альбома. Однако из-за слабых продаж первого сингла "One By One" выпуск LP был отменён. Вместо этого Фариан и FAR Corporation выпустили пару синглов с невыпущенного альбома, в том числе треки, вошедшие в юбилейный двойной сборник "Frank Farian  - The Hit-Man" (1993), к 25-летию музыкальной карьеры Фариана в качестве продюсера.  
Лишь в 1994 году FAR Corporation выпустили свой второй долгоиграющий альбом "Solitude", куда вошло, в том числе, несколько переработанных композиций с невыпущенного альбома 1987 года. Для продвижения этой работы на музыкальных телеканалах Фариан профинансировал съёмку нескольких видеоклипов в США. Чуть позже последовал выпуск CD-сборника с лучшими треками FAR Сorporation, записанными в течение 1980-х-90-х годов. В 2019 г. медиагигант Sony Music,  с которым звукозаписывающий лейбл Фариана MCI имеет долгосрочный контракт, переиздал двойной альбом Division One/Solitude на виниле в специальном подарочном оформлении.

## Дискография
- Division One (1985)

1. "Stairway to Heaven" – 9:34
2. "You Are the Woman" – 4:33
3. "One of Your Lovers" – 3:44
4. "Live Inside Your Dreams" – 3:32
5. "Johnny, Don't Go the Distance" – 6:34
6. "Fire and Water" – 3:55
7. "If You Could See You Through My Eyes" – 3:48
8. "No One Else Will Do" – 3:30
9. "Rock 'N' Roll Connection" – 3:36

- Solitude (1994)

1. "Rainy Days" – 4:40
2. "She's Back Again" – 4:18
3. "Solitude" – 4:52
4. "You Never Have to Say You Love Me" – 3:21
5. "Full Moon" – 4:05
6. "Rikki Don't Lose That Number" – 4:10
7. "Just a Wish" – 4:15
8. "Hole in the Air" – 3:38
9. "Sebastian" – 6:03
10. "You Change My Life" – 3:55